# John Elliott
John Elliott (n. 12 octombrie 1901, Greater London, Anglia, Regatul Unit al Marii Britanii și Irlandei – d. 3 iulie 1945, Balikpapan, Kalimantanul de Est, Indonezia) a fost un boxer ce a reprezentat Regatul Unit al Marii Britanii și al Irlandei de Nord, medaliat olimpic. A participat la o ediție a Jocurilor Olimpice (1924) în care a câștigat o medalie de argint.

## Participări
Lista de mai jos prezintă principalele competiții la care a participat John Elliott de-a lungul carierei.
- boxe aux Jeux olympiques d'été de 1924 – poids moyens hommes[*]